# Lodovica World Tour
Lodovica World Tour (anche Lodo Live 2015) è il primo tour da solista della cantante e attrice italiana Lodovica Comello per promuovere gli album in studio da solista Universo e Mariposa.
Iniziato il 1º febbraio 2015 a Roma, ha toccato 18 città italiane, 3 spagnole, 2 portoghesi, una del Belgio, Francia e Polonia. 

## Storia
Il tour viene annunciato dalla stessa cantante il 13 maggio 2014, quando vengono confermate le prime due date italiane: Torino e Napoli. Il mese successivo si aggiunge la tappa di Roma prevista per il 1º febbraio 2015 che apre la tournée. Inoltre, viene aperto un sito web dove i fan possono votare le località dove vogliono vedere il concerto tra città europee, dell'America Latina e America Settentrionale oltre che alcuni Stati dell'Asia occidentale e città della Russia. Le votazioni, aperte nel maggio, si sono concluse a giugno del 2014.
Nel giugno vengono inserite le città di Milano, Palermo e Catania ai concerti già confermati, mentre nel luglio Bari. Nei mesi successivi vengono annunciate date a Padova, Rende, Pescara, Lecce e Firenze.
Per prepararsi alle rappresentazioni, Lodovica frequenta lezioni di canto con Alessandro Formenti dal dicembre del 2014 fino al febbraio successivo. Durante gli spettacoli vengono presentate canzoni sia dal primo album Universo, sia dal secondo Mariposa; oltre ad un medley preso dalla serie in cui la Comello ha recitato, ossia la telenovela Violetta.
I concerti del febbraio 2015 a Roma e Milano raggiungono un doppio tutto esaurito. Nello stesso mese vengono annunciate nuove date a Pordenone, Udine e Bologna e tutte le date portoghesi, spagnole e quella francese. Le date di Udine, Catanzaro, Rende e Napoli fanno sold out. 
Nell'aprile il Lodovica World Tour sosta anche a Bruxelles. Inoltre, viene annunciato che il tour passerà anche per Argentina, Cile, Venezuela, Uruguay, Messico, Russia, Ungheria, Romania e Polonia. Per motivi sconosciuti, non vengono effettuati concerti in tutti i Paesi citati, eccetto per la Polonia. Le date spagnole previste nel mese di aprile a Bilbao, Saragozza e Valencia sono state annullate per motivi sconosciuti. Dopo la tappa del 5 maggio a Madrid, il tour si ferma per più di un mese. Il 26 giugno, il tour riprende nella città natale della cantante, San Daniele del Friuli, e due giorni dopo è a Varsavia per una nuova ed unica data in Polonia.
Durante l'estate vengono confermate nuove date a Mondragone, Roma, Milano, Roccella Jonica, Diamante e Napoli. Però, i concerti previsti a Roccella Jonica, Diamante e Roma rispettivamente il 7, 8 agosto e il 25 ottobre vengono annullati alla fine di luglio. La tournée viene interrotta con la data di Napoli, il 25 ottobre 2015.

## Formazione
Ad accompagnare Lodovica Comello nei live troviamo la band formata da Stefano Marazzi alla batteria, Davide Gobello e Fabio Vitiello alla chitarra, Fabio Zacco alla tastiera e Orazio Nicoletti al basso. Inoltre, si esibiscono con la cantante tre coristi: Cristina Virco, Debora Cesti e Pedro Gonzalez. Quest'ultimo duetta insieme alla Comello nella canzone "Sin usar palabras". Anche i ballerini Valentina Marmorato, Daniele Rommelli, Maria Laura Savio e Davide Talarico appaiono nel palco durante le rappresentazioni. 
La regia è affidata a Matteo Gastaldo, a cui è affidato anche il ruolo di coreografo insieme a Ivan Spinella. Il produttore musicale è Fabio Serri.

## Scaletta
La setlist è la stessa per tutti i concerti. L'unico cambiamento può avvenire per la canzoni in cui esiste sia una versione italiana che spagnola.
1. Introduzione
2. Universo (acustico)
3. La Cosa Más Linda
4. La Historia
5. Sòlo Música
6. Un posto libero
7. Una Nueva Estrella
8. Otro Día Más
9. No voy a caer
10. Vuelvo (o Vado)
11. Medley di canzoni tratte da Violetta (Veo Veo, Hoy somos más, Ven y canta/Vieni e canta, Aprendí a Decir Adiós)
12. Ci vediamo quando è buio
13. Sin usar palabras
14. Un viaggio intorno al mondo
15. Crazy Love
16. Para siempre
17. Historia blanca (o Libro bianco)
18. I Only Want to Be with You
19. Il mio amore appeso a un filo (o Mi amor pende de un hilo)
20. Todo el resto no cuenta
21. Universo
22. We are family

## Date
| Data             | Città                  | Stato      | Teatro                                |
| ---------------- | ---------------------- | ---------- | ------------------------------------- |
| Europa           |                        |            |                                       |
| 1 febbraio 2015  | Roma                   | Italia     | Auditorium Conciliazione              |
| 7 febbraio 2015  | Milano                 | Italia     | Linear4Ciak                           |
| 10 febbraio 2015 | Torino                 | Italia     | Teatro Colosseo                       |
| 21 febbraio 2015 | Padova                 | Italia     | Gran Teatro Geox                      |
| 26 febbraio 2015 | Bari                   | Italia     | Teatro Team                           |
| 28 febbraio 2015 | Napoli                 | Italia     | Teatro Palapartenope                  |
| 1 marzo 2015     | Catanzaro              | Italia     | Teatro Politeama                      |
| 3 marzo 2015     | Palermo                | Italia     | Teatro Massimo Vittorio Emanuele      |
| 4 marzo 2015     | Catania                | Italia     | Teatro Metropolitan                   |
| 6 marzo 2015     | Rende                  | Italia     | Teatro Garden                         |
| 8 marzo 2015     | Lecce                  | Italia     | Teatro Politeama Greco                |
| 10 marzo 2015    | Pordenone              | Italia     | Teatro Giuseppe Verdi                 |
| 13 marzo 2015    | Udine                  | Italia     | Teatro Nuovo Giovanni da Udine        |
| 15 marzo 2015    | Bologna                | Italia     | Europauditorium                       |
| 17 marzo 2015    | Pescara                | Italia     | Teatro Massimo                        |
| 18 marzo 2015    | Firenze                | Italia     | Teatro Obihall                        |
| 21 marzo 2015    | Barcellona             | Spagna     | Teatro Barts                          |
| 2 aprile 2015    | Porto                  | Portogallo | Coliseu do Porto                      |
| 4 aprile 2015    | Lisbona                | Portogallo | Coliseu dos Recreios                  |
| 24 aprile 2015   | Bruxelles              | Belgio     | Cirque Royal                          |
| 25 aprile 2015   | Parigi                 | Francia    | Casino de Paris                       |
| 3 maggio 2015    | Siviglia               | Spagna     | Teatro Auditorio Riberas del Guadaira |
| 5 maggio 2015    | Madrid                 | Spagna     | Teatro Nuevo Apolo                    |
| 26 giugno 2015   | San Daniele del Friuli | Italia     | Piazza Vittorio Emanuele              |
| 28 giugno 2015   | Varsavia               | Polonia    | Ursynów Arena                         |
| 25 luglio 2015   | Mondragone             | Italia     | Foof                                  |
| 10 ottobre 2015  | Milano                 | Italia     | Teatro Manzoni                        |
| 24 ottobre 2015  | Roma                   | Italia     | Teatro Brancaccio                     |
| 25 ottobre 2015  | Napoli                 | Italia     | Casa della musica                     |

### Concerti annullati o spostati
- Il concerto previsto per il 28 aprile 2015 a Bilbao, presso il Teatro Campos Eliseos, è stato annullato qualche settimana prima dell'evento.
- Il concerto previsto per il 29 aprile 2015 a Saragozza, presso l'Auditorio de Zaragoza, è stato annullato qualche settimana prima dell'evento.
- Il concerto previsto per il 30 aprile 2015 a Valencia, presso il Palacio de Congresos, è stato annullato qualche settimana prima dell'evento.
- Il concerto previsto per il 7 agosto 2015 a Roccella Jonica, presso il Teatro al Castello, è stato annullato alla fine di luglio[25][19].
- Il concerto previsto per l'8 agosto 2015 a Diamante, presso il Teatro dei Ruderi di Cirella, è stato annullato alla fine di luglio[18][19].
- Il concerto previsto per il 25 ottobre 2015 a Roma, presso il Teatro Brancaccio, è stato annullato[19] e sostituito con una data lo stesso giorno a Napoli[25].

## Meet & Greet
In alcune città in cui Lodovica Comello ha presentato il tour, ha anche svolto dei "Meet & Greet" per incontrare i fan e firmare i dischi.